# Округ Ноксуби (Мисисипи)
Ноксуби (енгл. Noxubee County) је округ у америчкој савезној држави Мисисипи.

## Демографија
По попису из 2010. године број становника је 11.545, што је 1.003 (-8,0%) становника мање него 2000. године.
| Група             | 2000.         | 2010.         |
| Белци             | 3.667 (29,2%) | 3.113 (27,0%) |
| Афроамериканци    | 8.696 (69,3%) | 8.262 (71,6%) |
| Азијати           | 14 (0,1%)     | 22 (0,2%)     |
| Хиспаноамериканци | 141 (1,1%)    | 92 (0,8%)     |
| Укупно            | 12.548        | 11.545        |